# 2-es villamos (Nagyvárad)
A nagyváradi 2-es jelzésű villamos Ioșia és a Nufărul között közlekedik. A járatot az OTL SA üzemelteti.

## Története
A nagyváradi villamoshálózat indulásakor a 2-es villamos a Szent László (ma Unirii) tér és a Honvéd Laktanya – ma Aradi út/Alexandru Roman u. kereszteződése, a városi rendőrség előtt – között járt, a Teleky (ma Primăriei) utcán és az Aradi úton keresztül. 1907-től a járat a B jelzést kapta. Az 50-es években a járat visszakapta eredeti számát. 
1963-ban az őssi és a velencei járatokat 2-es jelzéssel összevonták, mindkét végpontnál hurokvágány épült, 1972-ben pedig a vonal az Aviatorilor és Lipovei utcákon át az Őssi vasútállomásig hosszabbodott,a  Barcăului (Keszthely) utcai vonalat pótolva, amely az ott lévő gyárak iparvágányaként működött azok megszűnéséig. A 2-es villamos útvonala ezután a 90-es évekig változatlan maradt. Ekkor a Kolozsvári út felújítása miatt a velencei villamosvonal-szakasz megszűnt (a tehervontatás egy ideig még fennmaradt egy kis szakaszon), ma ezen területeket a 10-es és 17-es autóbuszok szolgálják ki. A 2-es villamos ekkor kapta ma is használt útvonalát.
2018-ban kiépül a hiányzó vágánykapcsolat a Vitéz utcai (Decebal) és Aradi úti pályaszakasz között, aminek köszönhetően 2019 őszén  új villamosjárat indult Rogériusz és Őssi között, 8-as jelzéssel.
2021 őszétől a járat a városban zajló felújítások miatt átmenetileg szünetel. Szőlösi (Nufărul) szakaszán pótlóbusz közlekedik, a belváros és Őssi között pedig a 8-as mellett, a 9-es és a 10-es átmeneti körjáratok közlekednek.

## Útvonala
| Ioșia → Nufărul | Nufărul → Ioșia |
| --- | --- |
| Ioșia (Őssi) vá. – Strada Lipovei – Strada Aviatorilor – Calea Aradului – Strada Primăriei – Strada Independenței – Strada Dimitrie Cantemir – Strada Nufărululi – Nufărul vá. | Nufărul vá. – Strada Nufărului – Strada Dimitrie Cantemir – Strada Independenței – Strada Primăriei – Calea Aradului – Strada Aviatorilor – Strada Lipovei – Ioșia (Őssi) vá. |

## Megállóhelyek és átszállási lehetőségek
| 2 (Ioșia – Nufărul) |                                                          |     |                                                   |
| sz.                 | Megállóhely                                              | sz. | Átszállási kapcsolatok                            |
| 0                   | Ioșia (Őssi) végállomás                                  | 16  |                                                   |
| 1                   | Hațegului (Alkotmány utca)                               | 15  | 10                                                |
| 2                   | Lipovei                                                  | 14  |                                                   |
| 3                   | Piața Ghioceilor (Thököly Imre utca)                     | 13  |                                                   |
| 4                   | Calea Aradului                                           | 12  | 19, 20, 21N, 21R                                  |
| 5                   | Pol. Municipiului Oradea (Nádasdy Ferenc Huszárlaktanya) | 11  |                                                   |
| 6                   | Lic. Teologic Emanuel                                    | 10  | 1N, 1R, 3N, 3R, 4N, 4R 19, 20, 21N, 21R, 23       |
| 7                   | Universitate Partium (Damjanich János utca)              | 9   | 1N, 1R, 3N, 3R, 4N, 4R                            |
| 8                   | Biserica Sf. Ladislau (Szent László tér)                 | 8   | 1N, 1R, 3N, 3R, 4N, 4R 12, 14, 20                 |
| 9                   | Piața 1 Decembrie (Nagyvásártér)                         | 7   | 1N, 1R, 3N, 3R, 4N, 4R                            |
| 10                  | Casa de Cultură                                          | 6   | 3N, 3R, 4N, 4R 12, 13, 15, 16, 17, 20, 23         |
| 11                  | Piața Cetății (Váraljai Nagypiac, egykori kocsiszín)     | 5   | 3N, 3R, 4N, 4R 10, 12, 13, 15, 16, 17, 20, 23, 25 |
| 12                  | Muntele Găina (Beethoven utca)                           | 4   | 3N, 3R, 4N, 4R 10, 12, 17, 20                     |
| 13                  | Dimitrie Cantemir (Ghillányi út)                         | 3   | 3N, 3R, 4N, 4R 20, 25                             |
| 14                  | Lotus                                                    | 2   | 3N, 3R, 4N, 4R 20                                 |
| 15                  | Bisericuță                                               | 1   | 3N, 3R, 4N, 4R                                    |
| 16                  | Nufărul végállomás                                       | 0   | 3N, 3R, 4N, 4R 12, 20, 511, 512, 513, 514, 531    |